# Carlos Pomares
Carlos Pomares Rayo (ur. 5 grudnia 1992 w Walencji) – hiszpański piłkarz występujący na pozycji obrońcy w Extremadurze.